# Tospovirus
Tospovirus er en slægt af negativt polariserede RNA-virus, der findes i familien Bunyaviridae. Det er den eneste enkeltgruppe af planteinficerende virus i denne familie, alle øvrige beskrevne slægter af Bunyaviridae inficerer dyr. Slægten har sit navn fra opdagelsen af tomato spotted wilt virus (TSWV) i Australien i 1915. Det forblev det eneste medlem af familien indtil begyndelsen af 1990'erne, hvor genkarakteristik af virus fundet i planter blev mere almindeligt. Der er i dag minimum 20 virusarter i familien og der bliver løbende beskrevet flere. Sammenlagt er det dokumenteret, at disse virus har inficeret over 800 forskellige plantearter fra 82 forskellige familier.

## Transmission
Tospovirus er arbovirus, som almindeligvis er vektorbårne af trips. Mindst 10 arter af trips i familien Thripidae er blevet bekræftet som vektorer for transmission af 13 eller flere tospovirus. Trips-vektorerne er ikke nært beslægtede, hvilket betyder at der er uafhængig oprindelse til infektion for hver trips, muligvis overført horisontalt gennem fælles værter. Der kan være andre arter af trips som er kompetente til at overføre lignende virus, men de er ikke blevet dokumenteret i afgrøder af væsentlig økonomisk betydning.
Nyere forskning konkluderer at trips kun kan inficeres af tospovirus på deres larve-stadie, eftersom forpupningen og forvandlingen fjerner forbindelsen mellem spytkirtler og det inficerede muskelvæv i bindevævet. Voksne trips overfører virus fra inficerede spytkirtler og uinficerede voksne vil ikke overføre virus.

## Jordbrugserhverv
Infektion med tospovirus resulterer i pletter og visnen af planten, hvilket giver et reduceret udbytte og evt. betyder at planten dør. Der findes ingen antivirus-kure for planter inficeret med tospovirus og inficerede planter bør fjernes fra marken og destrueres for at forebygge spredning af sygdommen.
Der er et stort antal af plantefamilier, der kan blive ramt af virus fra tospovirus-slægten. Disse inkluderer fødevareafgrøder som peanut, vandmelon, paprika, tomat, squash, osv. De inkluderer også vigtige blomster som kalla, balsamin, okseøje, iris, osv.). Kansas State University har udarbejdet en komplet liste over tospovirus-værter.

## Diagnosticering
Tidlige symptomer på infektion er svære at diagnosticere. I unge inficerede planter består de karakteristiske symptomer af opadgående krumninger af blade, og blade der udvikler en bronzeaffarvning efterfulgt af mørke pletter. Når infektionen udvikler sig yderligere, kommer der mørke striber på hovedstænglen og visning af den øverste del af planten. Frugt kan blive deformt og uens modnet og der kan opstå kno-pper på overfladen. Når først en plante er inficeret, så er det ikke muligt at kontrollere sygdommen.
Serologiske og molekylære tests er kommercielt tilgængelige til diagnosticering af TSWV og en anden almindeligt forekommende tospovirus i prydplanter, Impatiens necrotic spot virus (INSV).  Cytologiske studier af TSWV og INSV har vist, at disse virus producerer granulære inklusioner i cytoplasma på inficerede planter. Disse inklusioner kan ses i lyse mikroskoper med passende farveteknikker.  Disse inklusioner kan diagnosticeres.